# 第4回世界大学野球選手権大会日本代表
第4回世界大学野球選手権日本代表（だい4かいせかいだいがくやきゅうせんしゅけんにほんだいひょう）は、2008年7月にチェコで行われた第4回世界大学野球選手権大会に出場するために編成された大学生野球の日本代表チームである。
時期的に近接しているハーレムベースボールウィークの日本代表を学生から選抜したことから、第24回ハーレムベースボールウィーク日本代表と多くの選手が重複した。

## 役員
（かっこ内は選出当時の所属）
- 団長　榊原敏一（全日本大学野球連盟常任理事）
- 副団長　佐々木正雄（全日本アマチュア野球連盟選手強化本部副委員長）
- 監督　50　河原井正雄（青山学院大学監督）
- コーチ　70　松岡憲次（立命館大学監督）
- コーチ　30　應武篤良（早稲田大学監督）
- コーチ　40　山路哲生（東北福祉大学監督）
- 総務　内藤雅之（全日本アマチュア野球連盟事務局長）
- チームドクター　河崎賢三（横浜総合病院スポーツ整形外科）
- トレーナー　本田訓宏（スポーツプログラムス）

## 選手
No.は背番号。所属や学年は選出当時。
| 位置   | No. | 氏名       | 所属         | 学年 |
| ------ | --- | ---------- | ------------ | ---- |
| 投手   | 1   | 斎藤佑樹   | 早稲田大学   | 2年  |
| 投手   | 11  | 岩田慎司   | 明治大学     | 4年  |
| 投手   | 14  | 武内久士   | 法政大学     | 3年  |
| 投手   | 18  | 坪井俊樹   | 筑波大学     | 4年  |
| 投手   | 19  | 藤原正典   | 立命館大学   | 3年  |
| 投手   | 21  | 乾真大     | 東洋大学     | 2年  |
| 投手   | 22  | 巽真悟     | 近畿大学     | 4年  |
| 投手   | 34  | 井上雄介   | 青山学院大学 | 4年  |
| 捕手   | 6   | 細山田武史 | 早稲田大学   | 4年  |
| 捕手   | 25  | 大野奨太   | 東洋大学     | 4年  |
| 内野手 | 2   | 山崎憲晴   | 横浜商科大学 | 4年  |
| 内野手 | 3   | 高島毅     | 青山学院大学 | 4年  |
| 内野手 | 4   | 上本博紀   | 早稲田大学   | 4年  |
| 内野手 | 7   | 仲澤広基   | 国際武道大学 | 4年  |
| 内野手 | 8   | 中田亮二   | 亜細亜大学   | 3年  |
| 内野手 | 10  | 十九浦拓哉 | 東洋大学     | 4年  |
| 内野手 | 15  | 荒木貴裕   | 近畿大学     | 3年  |
| 内野手 | 44  | 岩﨑恭平   | 東海大学     | 4年  |
| 外野手 | 5   | 中倉裕人   | 東洋大学     | 4年  |
| 外野手 | 9   | 岩本貴裕   | 亜細亜大学   | 4年  |
| 外野手 | 24  | 松本啓二朗 | 早稲田大学   | 4年  |
| 外野手 | 27  | 柴田講平   | 国際武道大学 | 4年  |